# Шишковский, Мартын
Мартын Шишковский (1554—1621 или 30 апреля 1630) — польский религиозный писатель и католический церковный деятель.

## Биография
Родился в Илже в бедной семье. Окончил иезуитскую коллегию в Пултуске, после чего обучался в Риме, куда был отправлен благодаря финансовой помощи Мышковского, епископа Плоцкого, ораторскому искусству и богословию; затем учился в Болонье и Падуе. После завершения обучения вернулся в Польшу и получил место каноника краковской епархии и одновременно настоятеля Илжецкого прихода. В скором времени стал викарным епископом Луцкой епархии благодаря поддержке иезуитов, в 1604 году возглавил её. В 1606 году (или 18 ноября 1607 года) стал епископом Плоцким, 3 июня 1617 года — епископом Краковским (переехав в этот город годом ранее).
По воспоминаниям современников, был широко образованным человеком и при этом фанатичным сторонником католицизма и противником Реформации; часто выступал в роли примирителя во время внутренних междоусобиц, пользовался доверием короля и выступил его посланником к императору Рудольфу II за невестой для короля. Был известен открытием большого количества школ, церквей, францисканских часовен и поддержкой монашеских орденов, но также и организацией массовых гонений на иноверцев, изъятия у них 37 церквей и сожжения книг. Умер в Кракове, был похоронен в кафедральном соборе этого города.
Основные работы: «Pro religiosissimis Societatis Jesu Patribus contra fictiequitis poloni actionem primam oratio» (Краков, 1590); «De obitu Annae Poloniae et Suaeciae Reginae» (ib., 1598); «Reformationes generales ad clerum et populum Dioecesis Cracoviensis pertinentes» (ib., 1621); «Synodus diœcesana Luceriensis» (Замостье, 1607); «Synodus diœcesana Cracoviensis» (ib.); «Bractwo compassionis albo męki Jezu sowej» (Краков, 1607); «Index librorum prohibitorum» (ib., 1617).